# 유기 초전도체
물리화학과 응집물질물리학에서 유기 초전도체는 낮은 온도에서 초전도를 보이는 유기 화합물이다. 2007년에 유기 초전도체 중 최고의 임계온도는 33 켈빈으로 알칼리 도핑된 풀러렌 RbCs2C60이었다.
유기 초전도체로 기술될 많은 재료가 있다. 이들은 유사 1차원인 베크고르 염과 파브르 염을 포함한다.
준이차원물질은 카파 BEDT-TTF 2X,람다-BETS2X 등이 있다.